# Gentiana catesbaei
Gentiana catesbaei är en gentianaväxtart som beskrevs av Thomas Walter. Gentiana catesbaei ingår i släktet gentianor, och familjen gentianaväxter. Inga underarter finns listade i Catalogue of Life.